# 小行星60558
60558厄開克洛斯 (发音为/ɨˈkɛkləs/ e-KEK-ləs或 /ˈɛkɨkləs/ EK-i-kləs)，是在外太陽系的半人馬小行星，它是太空監視在2000年發現的，最初被分類為小行星，臨時名稱是2000 EC98 (也可以寫成2000 EC98)。在2001年，法國貝桑松 (Besançon) 天文台的魯斯洛 (Rousselot) 和佩蒂特 (Petit) 的研究沒有發現彗星活動的證據，但是2005年12月下旬和2006年初發現有彗星的彗髮 。小天體命名委員會 (CSBN) 給了它彗星的名稱： 174P/厄開克洛斯 (Echeclus)。.

## 命名
厄開克洛斯是繼開朗之後，第二顆有小行星名稱的彗星 (雖然不是像其他的彗星以發現著的名字命名)。開朗也是一顆半人馬小行星，因此也在觀察其他的半人馬小行星是否有彗髮的跡象。
除了厄開克洛斯和開朗之外，還有另外三顆小天體也擁有彗星和小行星雙重的名稱：7968 Elst-Pizarro (133P/Elst-Pizarro)、4015 Wilson-Harrington (107P/Wilson-Harrington)、和118401 LINEAR (176P/LINEAR)。

## 團塊
在2005年12月30日，在距離太陽13.1天文單位處，觀測到有大的團塊從Echeclus剝離，造成大片的塵埃雲。天文學家猜測，這可能是一次撞擊或爆炸釋放出的影響揮發性物質。

## 軌道
Echeclus在2005年通過近日點 。
因為與大行星的強大交互作用，半人馬小行星的動力生命期很短，估計Echeclus的軌道半衰期約為610,000年

## 外部連結
- Orbital simulation from JPL (Java) / Ephemeris （页面存档备份，存于）
- http://www.ast.cam.ac.uk/~jds/coms06.htm （页面存档备份，存于）

| 週期彗星                | 週期彗星      | 週期彗星                     |
| ----------------------- | ------------- | ---------------------------- |
| 前一顆彗星 173P/Mueller | 174P/Echeclus | 後一顆彗星 175P/Hergenrother |
| 週期彗星列表            |               |                              |